# Gadzsaprána (formagyakorlat)
A Gadzsaprána a sirajan vadzsramutti nevű indiai harcművészet egyik formagyakorlata. Két szanszkrit szóból, a gadzsából (elefánt) és a pránából (प्राण, lélegzet, szél, életerő, energia) kialakult összetett szó.

## Végzése
1. namaszté – sundzsiprána – kettős gadzsamuttí lefelé – asvaprána – kettős gadzsamuttí felfelé és kifelé – elefántormány-szimbólum mindkét oldalon
2. jobb gadzsamuttí lesújt a bal tenyérbe – jobb nagatala előrecsap balos kartámasszal – jobbra jobb elefántormány-szimbólum, balra bal elefántormány-szimbólum – bal gadzsamuttí lecsap jobb tenyérbe – bal nagatala előrecsap jobbos kartámasszal
3. befelé és lefelé körző kezekkel belégzés és kilégzés, kezek a mellkas előtt – pattintva előrelökött jobb-bal nagatala – pattintva oldalra csapó jobb-bal elefántormány
4. jobbra fordulás jobb-bal lépéssel, lefeszített karokkal jobbra elütés testtel (kelet) (felhúzott bal váll)- jobb-bal hátralépéssel körívesen lecsapó bal könyök jobb ököltámasszal – jobb-bal lépéssel jobb pattintott ököl előre (észak)
5. jobb-bal lépéssel szembenállás és jobb-bal lecsapás gadzsamuttíval – bal láb hátralép, jobb gadzsamuttí lecsap, bal ököl pattintva előrecsap – jobb láb hátralép, bal gadzsamuttí lecsap, jobb ököl pattintva előrecsap
6. elsőlábas bal egyenes toló-rúgás hasfalra (észak) – hátsólábas jobb egyenes toló-rúgás előrelépéssel és előrelökött öklök (észak)
7. bal-jobb-bal lépéssel fordulás balra (dél) és körívesen vízszintes bal könyök hátra (észak) – jobb-bal-jobb lépéssel fordulás jobbra (észak) és körívesen vízszintes jobb könyök (kelet)
8. előrenyújtott bal marok fogás – előrelépő bal láb és előrenyújtott jobb marok fogás jobb lábbal keresztlépés bal láb előtt, jobb karral hátrahúzás és bal tenyérrel taszítás – bal-jobb lépés előre és körívesen sodró alkar (észak)
9. jobbra haladás balos rúgással (kelet) és visszalépés (nyugat) – jobb-bal-jobb lépésből hátrarúgás jobbal (észak) és visszalépés (dél) – jobb lábbal visszalépés, bal lábbal ellépés, fordulással köríves vízszintes bal könyök (észak)
10. bal-jobb lépéssel előre (észak) jobbrafordulás süllyedő csavarodással (észak) – jobb-bal lépés vissza hátra (dél) balra forduló süllyedő csavarodással (bal láb elől) – hátrarúgás (elefántrúgás) ballal és visszalépés
11. bal-jobb-bal lépéssel hátráló fordulás balra (északnyugat) – jobb-bal lecsapó elefántököl jobb gadzsamuttí jobbra felcsap – jobb-bal-jobb lépéssel hátráló jobbra fordulás (bal láb elől) (északkelet) – bal-jobb lecsapó gadzsamuttí bal gadzsamuttí balra felcsap
12. bal-jobb-bal lépéssel fordulás balra (északnyugat), jobb-bal lecsapó gadzsamuttí, támasztott jobb gadzsamuttí
13. jobb-bal-jobb lépéssel fordulás jobbra (északkelet), bal-jobb lecsapó gadzsamuttí, támasztott bal gadzsamuttí
14. bal-jobb lépéssel fordulás balra (nyugat) és jobb lecsapó gadzsamuttí (észak) – jobb-bal lépéssel fordulás jobbra (kelet) és előrecsapott bal gadzsamuttí (észak) – bal-jobb lépés előre (észak), támasztott jobb gadzsamuttí és jobb-bal lépéses támasztott nagatala – jobb-bal keresztlépéses jobbra fordulás (kelet) és kettős nyújtott elefántormány – jobb-bal lépéssel sundzsiprána (észak) és jobb gadzsamuttí bal tenyérbe